# Coriolano Malingri di Bagnolo
Il conte Guglielmo Amedeo Coriolano Malingri di Bagnolo (Torino, 17 agosto 1790 – Torino, 17 giugno 1855) è stato un traduttore, poeta e politico italiano. Fu senatore del Regno di Sardegna.
È noto principalmente per la sua opera di traduzione dei classici greci: fu infatti il primo traduttore integrale in versi delle commedie di Aristofane e il secondo traduttore italiano delle Argonautiche.
Come poeta lirico, si dedicò alla composizione di canzoni d'occasione e, sulla scia degli Inni Sacri del Manzoni, scrisse I Sacramenti, che ricevettero apprezzamento dai contemporanei. Allievo prima dell'abate di Caluso, poi di Carlo Boucheron, coltivò rapporti con importanti letterati del suo tempo, tra cui Alessandro Manzoni. Fu amico intimo della poetessa Diodata Saluzzo Roero, di cui curò l'edizione postuma delle Poesie del 1843.
Sua figlia Luisa Minervina sposò Gustavo Ponza di San Martino e suoi nipoti furono i generali Coriolano Ponza di San Martino e Cesare Ponza di San Martino.

## Biografia

### Infanzia ed educazione

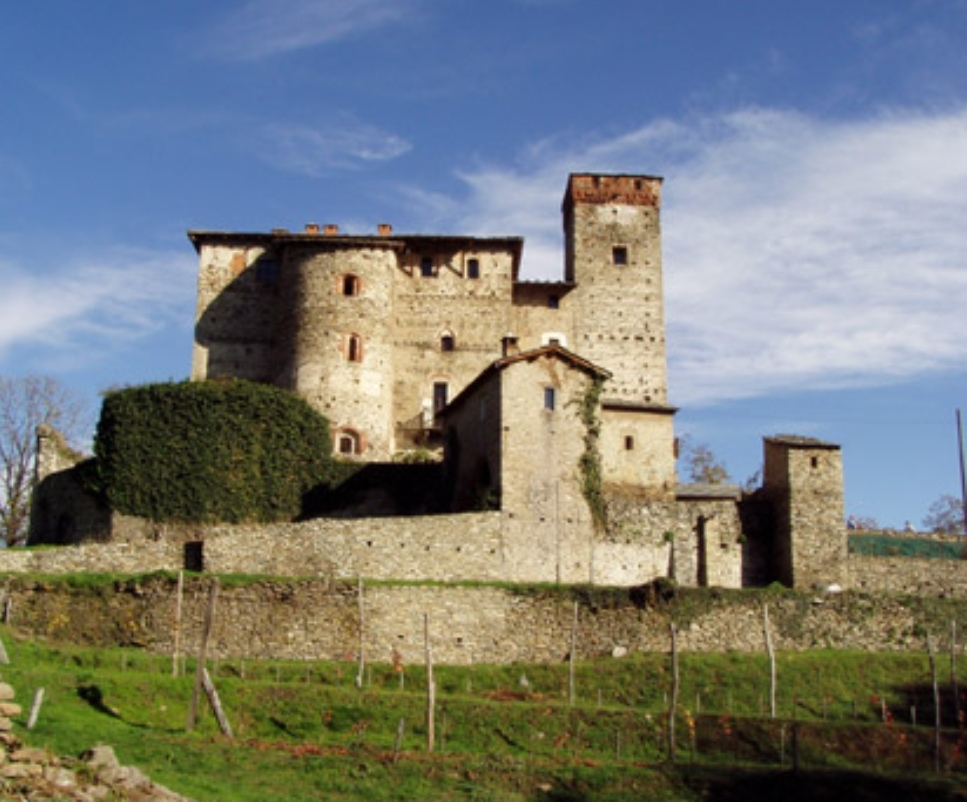
Il castello dei conti Malingri a Bagnolo

Coriolano di Bagnolo nacque a Torino il 17 agosto 1790, figlio del conte Luigi e di Laura D'Oria di Ciriè. Il capostipite della sua famiglia era Aimée Malingri, importante poeta in lingua occitana; la madre, proveniente da una delle principali famiglie del Piemonte, era scrittrice dilettante, autrice del Penitent du Mont-Viso. Fu lei a preoccuparsi che il figlio ricevesse un'educazione di stampo umanistico, e lo fece esercitare fin da piccolo nelle lettere antiche e moderne e nella filosofia.

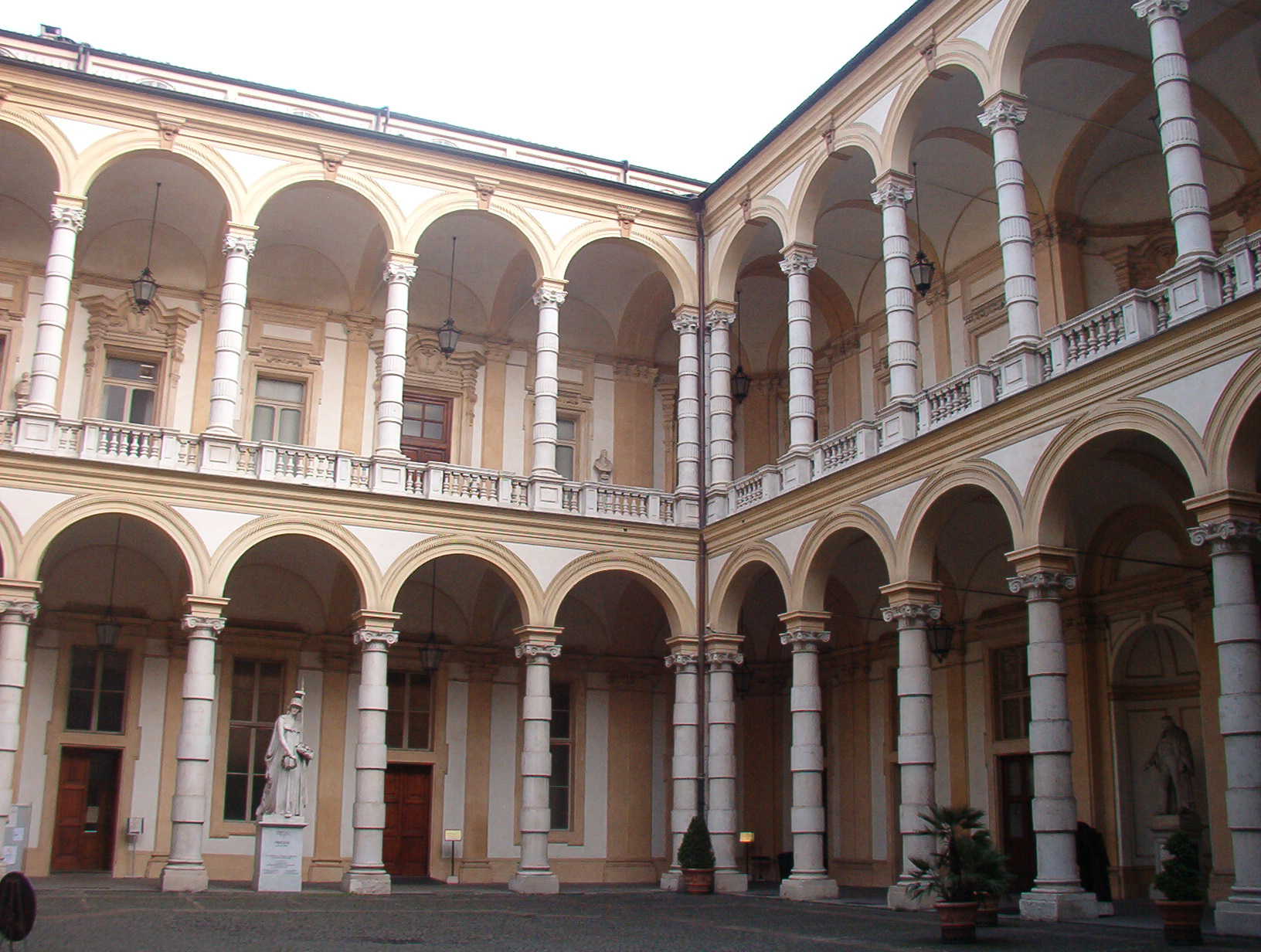
Il palazzo dell'Università di Torino, dove studiò il Bagnolo

Il giovane Coriolano, quando fu il momento, intraprese gli studi di Legge all'Universitá di Torino, allora chiamata Accademia Imperiale a causa dell'occupazione francese. In questi anni cominciò a frequentare eminenti letterati ed eruditi della Torino dell'epoca, primo fra tutti Tommaso di Caluso. Costui infiammò il giovane trasmettendogli la sua passione ed esortandolo a seguire l'esempio del suo notissimo amico, Vittorio Alfieri, con il quale Coriolano era tra l'altro imparentato. Per comprendere parte dell'opera di Coriolano di Bagnolo è importante tenere presente l'influenza dell'astigiano, anche se indiretta, che si riflesse soprattutto nelle sue tragedie. L'ammirazione per l'Alfieri, la frequentazione dei salotti colti di Torino grazie all'abate di Caluso, oltre agli esempi letterari dell'antenato Amedeo e della madre, indussero Coriolano ad abbandonare la giurisprudenza e a dedicarsi a tempo pieno alla letteratura.

### Carriera militare

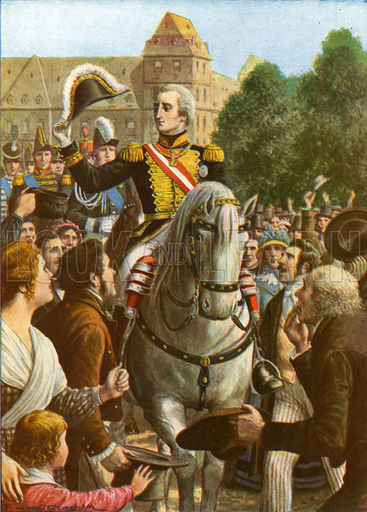
Vittorio Emanuele I rientra a Torino

Nel 1814 Coriolano di Bagnolo aveva aderito al corpo nobile di rappresentanza che aveva accolto e onorato il Re Vittorio Emanuele I al suo trionfale ritorno in Piemonte dopo la prima capitolazione del Bonaparte. Inizialmente privato dal Congresso di Vienna di parte della Savoia, durante i "cento giorni" il Re mosse guerra a Napoleone inviando a combattere in Francia vari contingenti di cavalleria; il Bagnolo entrò nella cavalleria leggera con il grado di Sottotenente, partecipando alla vittoriosa campagna del 1815 (di cui l'evento più noto è la battaglia di Grenoble) che permise a Vittorio Emanuele di riottenere l'intera Savoia. Scrive Lodovico Sauli d'Igliano:
(L. Sauli, Gazzetta Piemontese, num. 161, 3 luglio 1855)
Il Bagnolo lasciò l'Armata Sarda nel 1820 per tornare a dedicarsi all'occupazione prediletta. L'amor patrio che lo aveva portato a prendere le armi in difesa del Regno non lo abbandonò mai, e anzi divenne uno degli argomenti più frequenti nella sua poetica.

### Attività letteraria
Conclusa la breve carriera militare, il Bagnolo cominciò a dedicarsi a tempo pieno allo studio e alla scrittura. Nel frattempo, nel 1817, il conte si era sposato con una sua cugina terza, Barbara Capris di Cigliè, pittrice dilettante, da cui ebbe tre figli.
In principio, il Bagnolo si dedicò alla produzione teatrale, e in particolare il suo esordio fu la traduzione in vista di una rappresentazione delle principali tragedie di Pierre Corneille. Si ha notizia certa dell'impegno dell'autore in questo lavoro fin dal 1825 (è datata al 23 ottobre di detto anno la lettera dell'amica Diodata Saluzzo che lo incoraggia a modificare la struttura della tragedia Polyeucte); tuttavia, per citazioni interne alla stessa lettera, è lecito supporre che l'opera fosse già stata intrapresa da tempo. Le tragedie di Corneille nella traduzione del Bagnolo furono rappresentate nel 1829, ottenendo un buon successo di pubblico, e furono pubblicate insieme nel 1830, in un volume dal titolo Teatro tragico. L'insuccesso di critica o forse il desiderio di una produzione originale portarono il Bagnolo a non intraprendere più opere di traduzione di scrittori moderni.

Nel settembre del 1831 morì sua moglie Barbara; questo fu un grande colpo per Coriolano, legato a lei da un tenero affetto. Nonostante ciò, la sua carriera continuò senza subire grandi battute d'arresto e nel 1832 fu rappresentata la sua prima tragedia originale, Gismonda. Seguirono la rappresentazione e pubblicazione, nei due anni successivi, delle tragedie Maria di Sassonia (1833) e I Maccabei (1834), che ottennero un mediocre successo. 

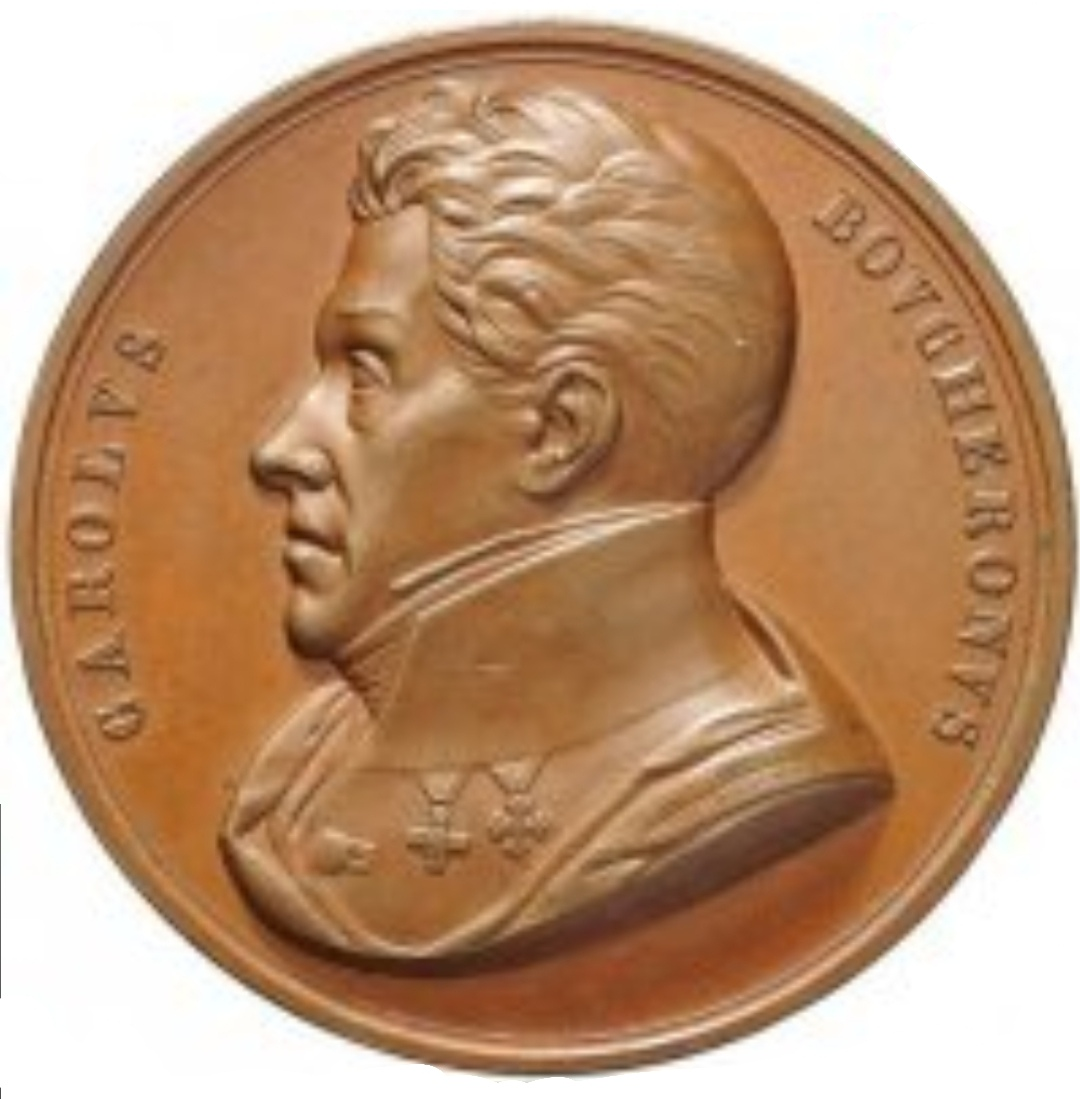
Carlo Boucheron

Lasciata definitivamente la produzione teatrale, incoraggiato e aiutato da Carlo Boucheron il Bagnolo incominciò l'opera di traduzione delle Argonautiche di Apollonio Rodio, che uscì nel 1836 per i tipi di Giuseppe Pomba; fu questa la prima versione poetica in italiano del poema ellenistico. Il conte intraprese dunque il lungo lavoro di traduzione di Aristofane, che giunse a pubblicare solo molti anni dopo, nel 1850.
Nel 1837 furono dati alle stampe I Sacramenti, un'opera di chiara ispirazione manzoniana: nessun critico esitò a riconoscerne il modello negli Inni Sacri. I Sacramenti ricevettero comunque una buona accoglienza, soprattutto da parte della critica ecclesiastica. Negli anni successivi il Bagnolo dovette far fronte a due nuovi lutti per lui significativi: nel marzo del 1838 morì il suo maestro Carlo Boucheron, cui dedicò una canzone di elogio funebre; nel 1840 venne invece a mancare la sua amica Diodata Saluzzo. Risale a questi anni il periodo meno prolifico della sua carriera: continuando a lavorare sulla traduzione di Aristofane, il conte non pubblicò opere di grande rilievo fino al 1850. Tuttavia, oltre ad alcune produzioni minori e alla seconda edizione delle sue Argonautiche, nel 1843 fu pubblicata un'importante edizione postuma delle poesie della Saluzzo di cui fu il curatore.

### Vecchiaia e carriera politica

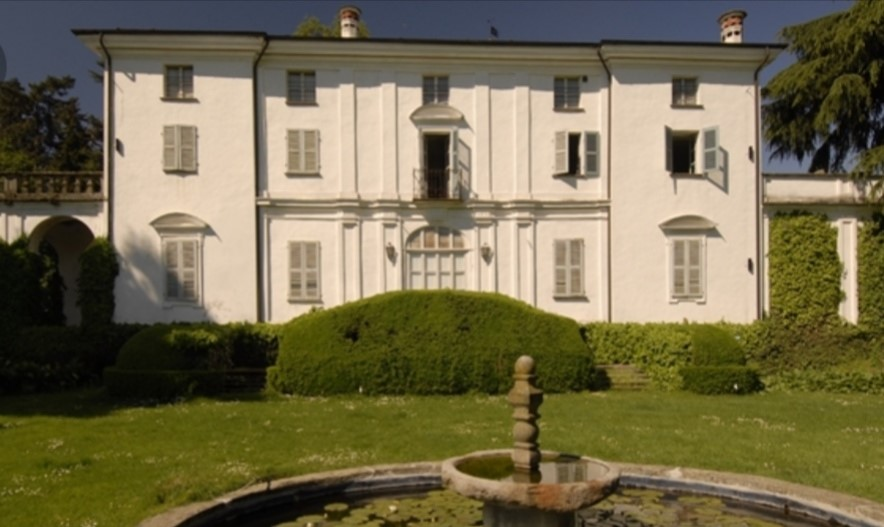
Il palazzo del poeta a Bagnolo

Per lunghi anni il poeta ricoprì la carica di sindaco di Bagnolo, feudo dove passava vari mesi di villeggiatura all'anno nel palazzo di famiglia. Negli ultimi anni della sua vita, in contemporanea con l'attività letteraria, fu chiamato a partecipare alla vita politica del Regno di Sardegna: il 18 dicembre 1849, al principio della IV legislatura, fu nominato membro del Senato Subalpino, per censo e per prestigio personale. Giurò due giorni dopo ed ebbe la convalida il 28 dicembre dello stesso anno. Il 21 dicembre 1853, all'inizio della V legislatura, fu nominato segretario del Senato, incarico che ricoprì fino al 29 maggio 1855, pochi giorni prima della morte.
Nel 1850 era finalmente uscita, nel frattempo, la sua traduzione integrale delle commedie di Aristofane, frutto di anni di fatiche e che, prima del suo genere in Italia, ebbe il merito di avviare una felice stagione di traduzioni del comico ateniese. Nel 1853, all'entrare al capezzale della morente figlia Ottavia, per il dolore ebbe un forte mancamento. È forse da individuare in questo probabile attacco di cuore l'inizio del declino fisico che lo portò alla morte, avvenuta a Torino il 17 giugno 1855.

## Opere

### Tragedie

#### Gismonda

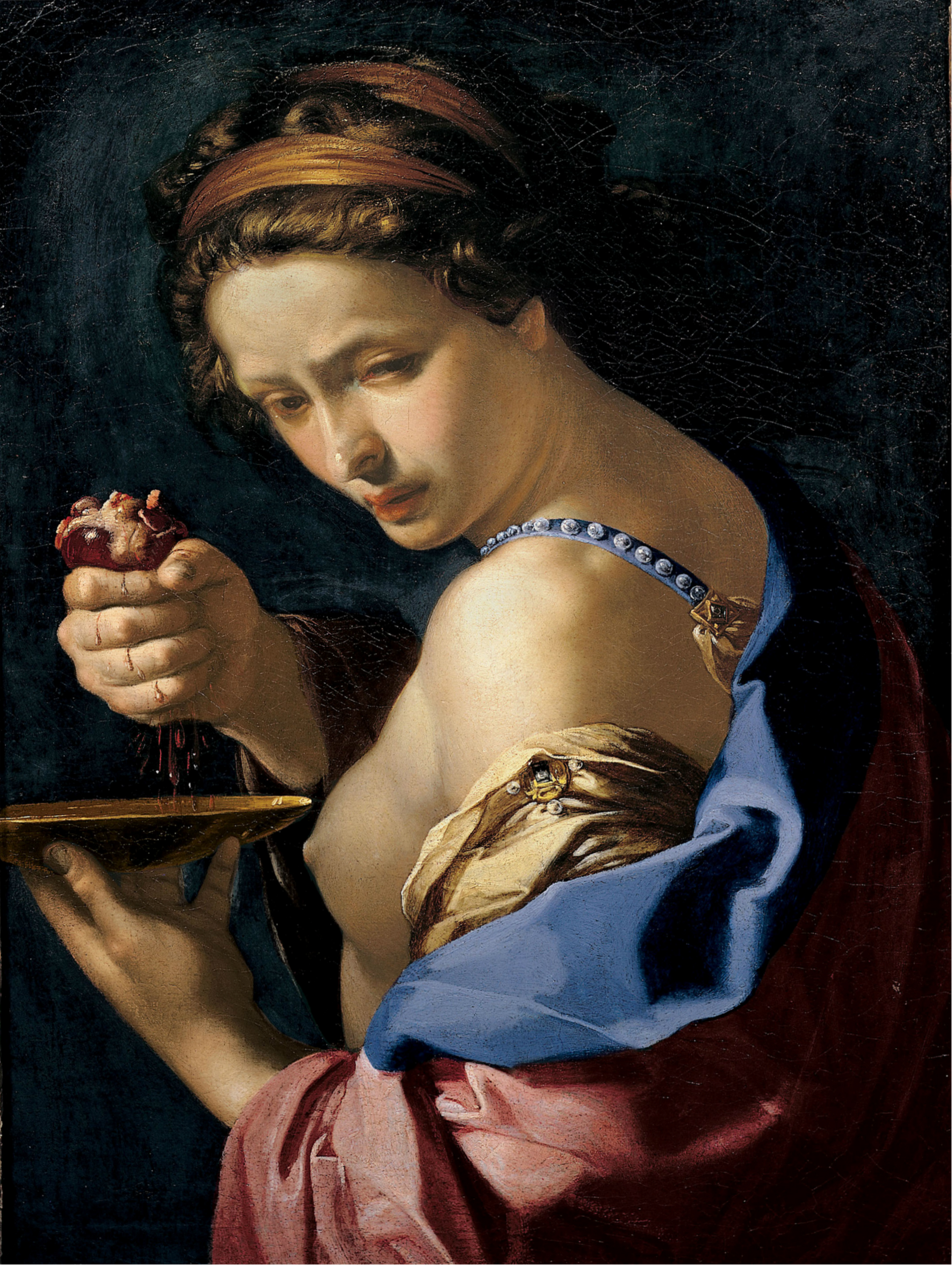
Gismonda con il cuore di Guiscardo

La prima tragedia originale del Bagnolo fu Gismonda, basata sulla prima novella del quarto giorno del Decameron di Boccaccio, Tancredi e Ghismunda. Tratta dell'infelice amore di Ghismunda, figlia del principe di Salerno Tancredi, con Guiscardo, servitore del padre. La gelosia di Tancredi non gli permette di accettare la tresca della figlia e la sua ira ha come tragiche conseguenze l'uccisione di Guiscardo e il suicidio di Ghismunda.
Sulla "Antologia" del Vieusseux Gismonda fu commentata nei seguenti termini:
(L., Antologia giornale di Scienze Lettere ed Arti, vol. XLV, Luigi Pezzati, Firenze, 1832, pag. 134)
Sullo "Annotatore Piemontese" di Michele Ponza, invece, la critica fu positiva:
(X., L'Annotatore Piemontese, vol. II, Giuseppe Fodratti, Torino, 1834, pagg. 164-165)

#### Maria di Sassonia
Tragedia ad argomento storico ambientata alla corte di Ottone III di Sassonia. La moglie di Ottone, Maria, per ottenere l’amore del generale Olderico inventa una tresca dell’innocente moglie Giulia con l’imperatore. Le calunnie di Maria, unite all’invidia di corte per il suo crescente potere, portano alla condanna a morte del protagonista, creduto amante dell’imperatrice. Maria, pentita e nobilmente rifiutata da Olderico, svela le sue trame e si suicida.

#### I Maccabei
(Silvio Pellico, lettera a Pietro De Rossi di Santarosa del 14 marzo 1834)
Nel 1834 il Bagnolo pubblicò I Maccabei, una tragedia di stampo alfieriano in cinque atti ad argomento biblico scritta l'anno precedente. La storia della famiglia ebraica che guidò la ribellione contro i Seleucidi è narrata nel Primo e Secondo libro dei Maccabei dell'Antico Testamento; tuttavia, l'autore concentrò l'argomento del dramma sulla fine dei sette fratelli Maccabei, messi a morte insieme alla madre Rachele da Antioco Epifane per non aver rinnegato la loro fede piegandosi ad adorare Giove. Insieme a loro fu ucciso anche il vecchio scriba Eleazaro per essersi rifiutato di mangiare carni sacrileghe. Il Bagnolo, dunque, si ispirò principalmente alla storia del martirio per il quale i Maccabei sono venerati come santi dalla Chiesa Cattolica, narrata nel secondo dei due libri veterotestamentari.
Il messaggio dell'opera è fortemente esemplare e ribadisce l'importanza di non scendere a compromessi con la propria fede e le proprie leggi di fronte all'oppressore. Lungo tutta la durata della tragedia Bagnolo dipinge con tinte eroiche i protagonisti ebrei, dei quali nessuno, neanche il bambino Gionata, vacilla di fronte al tiranno e alla morte. L'anziano sacerdote Eleazaro è temuto da Antioco e dal suo consigliere Filippo; Rachele e i figli danno prova di un tale coraggio nel momento del sacrificio che il dinasta ellenistico, ammirato, offre salva la vita a Rachele e Gionata, ultimi sopravvissuti. Questi, però, rifiutano la grazia. La tragedia si conclude con Antioco che afferma:
Il registro linguistico degli endecasillabi sciolti di cui l'opera è composta molto contribuisce a muovere lo spettatore all'ammirazione per questi eroi biblici.
I Maccabei ottennero un buon successo di critica. Basilio Puoti, su "Il Progresso delle Scienze, delle Lettere e delle Arti" nel 1835 sottolineò l'importanza del messaggio esemplare dell'opera e lodò il miglioramento dell'autore rispetto ai suoi precedenti lavori affermando:
(B. Puoti, Il Progresso, vol. X anno IV, Tipografia Flautina, Napoli, 1835, pagg. 144-146)
Sul Giornale Arcadico di Scienze Lettere ed Arti, Domenico Vaccolini scrisse una recensione in gran parte positiva (indicò come unica pecca cinque versi mal riusciti) ed esaminò atto per atto la struttura dell'opera raccontandone la trama e citando vari passi. Si espresse in questi termini:
(D. Vaccolini, Giornale Arcadico di Scienze Lettere ed Arti, tomo LXXII, Tipografia delle Belle Arti, Roma, 1837, pagg. 315-322)

### Traduzioni

#### Teatro tragico

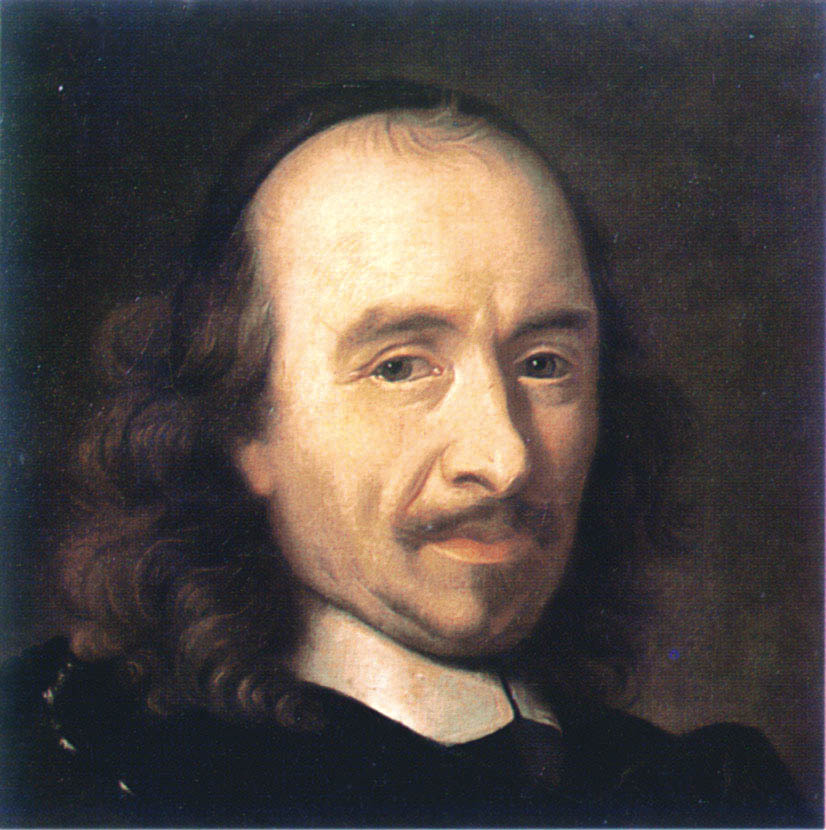
Pierre Corneille

Nel 1830, il Bagnolo pubblicò la sua prima opera, il Teatro tragico. L'esordio letterario del conte fu piuttosto infelice: si trattava infatti di una serie di rimaneggiamenti delle tragedie più famose di Pierre Corneille, nell'intenzione di operare delle traduzioni adattate al gusto contemporaneo e destinate alla rappresentazione. Alcune di queste "traduzioni", in endecasillabi sciolti alla maniera dell'Alfieri, ebbero in effetti un buon successo a teatro; tuttavia la loro arbitrarietà, che snaturò tanto le tragedie da modificare dialoghi e perfino eliminare dei personaggi, non passò inosservata alla critica. Nella "Biblioteca Italiana" la recensione si limitò a sottolineare le molte discrepanze dall'originale, senza esprimere particolari giudizi ed anzi terminando con un incoraggiamento ("Il sig. di Bagnolo ha senza dubbio molta attitudine alla poesia drammatica, e potrà certamente col suo ingegno far onore all'Italia: ma noi [...] lo preghiamo ad essere più confidente nelle proprie sue forze [...]"). Di toni ben diversi la critica uscita sulla "Antologia ":
(L., Antologia giornale di Scienze Lettere ed Arti, vol. LXVIII, Firenze, 1832, pag.122)
In uguali termini si espresse la francese "Revue Encyclopédique". Si rimproverò dunque al Bagnolo non tanto il rimaneggiamento delle tragedie, quanto l'indecisione nella scelta di campo: non effettuò né una traduzione fedele né un totale rivolgimento del Corneille, dando vita a un miscuglio poco coerente.

#### Il ratto d'Elena
Pubblicato nel 1835, Il Ratto d'Elena fu un'opera di buona traduzione dal greco di due opere minori: un poemetto di Colluto di Licopoli (Il ratto d'Elena, per l'appunto) e dei Versi Aurei pitagorici. Felice Romani, su "L'Eco", lodò il lavoro del Bagnolo lamentando la scelta di un poema di scarso valore:
(Felice Romani, L'Eco, anno VIII num. 85, 17 luglio 1835, pagg. 3-4)

#### Delle Argonautiche

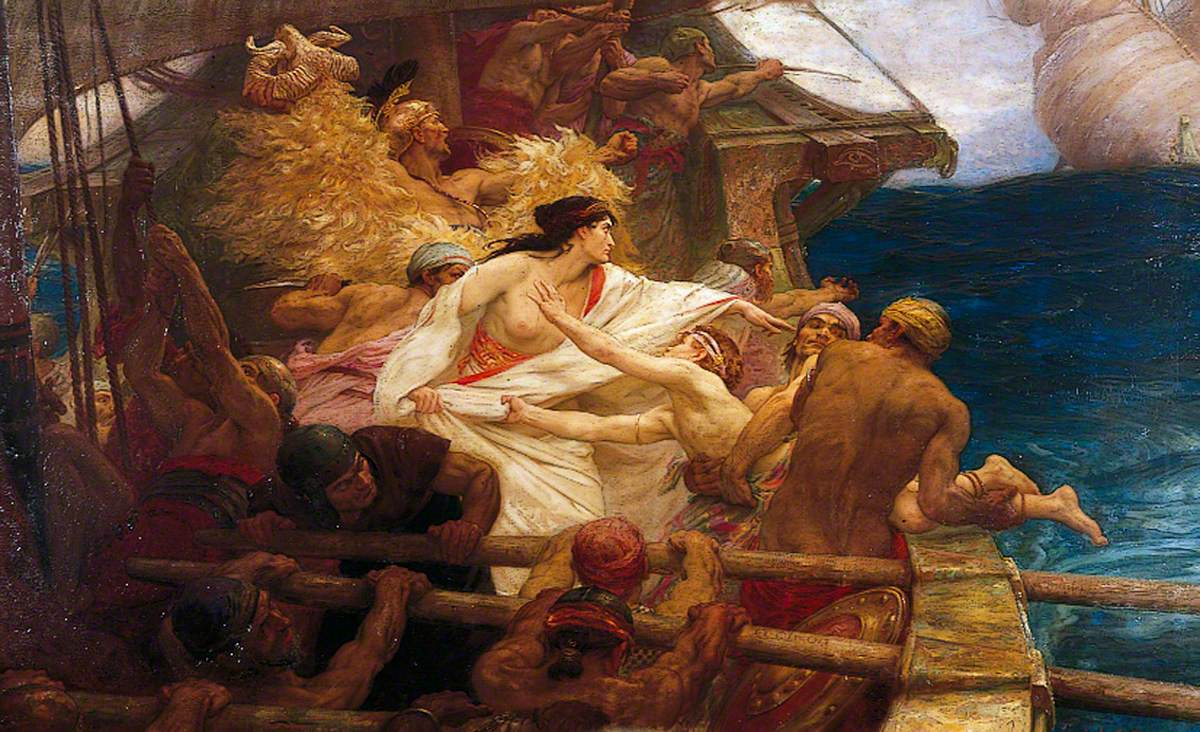
Giasone con Medea e il vello d'oro sulla nave Argo

La prima traduzione del poema di Apollonio Rodio in italiano fu quella del cardinale Ludovico Flangini, apparsa a Roma tra il 1791 e il 1794. Nell'ambito della discussione sulla traduzione letterale o libera, il Flangini aveva aderito alla scuola salviniana, rendendo la sua versione integralmente aderente al testo originale. Essa, pur lodata dai contemporanei per l'ingente presenza di note erudite, fu giudicata eccessivamente fredda e non-poetica. Su incoraggiamento del suo maestro Carlo Boucheron, Bagnolo si gettò dunque nella prima traduzione poetica delle Argonautiche. Scartando la maniera del Cesarotti, giudicata eccessivamente libera, optò per la traduzione "temperata" di scuola montiana, basata su una continua mediazione tra aderenza al testo originale ed esigenze poetiche.
Delle Argonautiche di Apollonio Rodio uscì a Torino nel 1836 coi tipi di Giuseppe Pomba. Il Bagnolo si avvalse dell'aiuto del Boucheron durante la stesura dell'opera per la comprensione dei passi più oscuri; il testo si distanzia in alcuni passi dall'originale solo per scelte estetiche. Optò inoltre per una scelta linguistica particolare: onde far mantenere al testo tradotto una patina di antico utilizzò un italiano colmo di latinismi, scelta molto apprezzata all'epoca ma forse poco condivisibile nell'ambito delle traduzioni dal greco.
L'accoglienza fu in massima parte positiva: tutte le recensioni dell'opera si limitarono a indicare alcuni versi da risistemare e suggerire il labor limae per la prossima edizione in alcuni punti ("Ci sembra che quando il conte di Bagnolo si è discostato dal dotto Flangini, non sempre abbia colto nel segno") esprimendo nell'insieme un giudizio favorevole sulla resa poetica:
(X., Ricoglitore Italiano e straniero, anno III parte II, Milano, 1836, pag. 585)
(Michele Ponza, l'Annotatore Piemontese, vol. IV, Torino, 1836, pagg. 217-219)
(A. C. V., L'Annotatore Piemontese, vol. V, Torino, 1837, pag. 295)
I ricavati della vendita della prima edizione delle Argonautiche del Bagnolo furono dall'autore devoluti interamente a favore dell'Ospedale Maggiore di Torino.

#### Romanze popolari dei greci moderni
Nel 1839 il Bagnolo pubblicò un libro di traduzioni di opere di poeti greci contemporanei, tratte dall'opera omologa dell'abate Fauriel del 1824 e ritradotte dal greco moderno in italiano. Michele Ponza ne tracciò un lusinghiero commento sul suo "Annotatore Piemontese", parlando di "nuovo saggio del suo ingegno e della sua dottrina".

#### Commedie di Aristofane

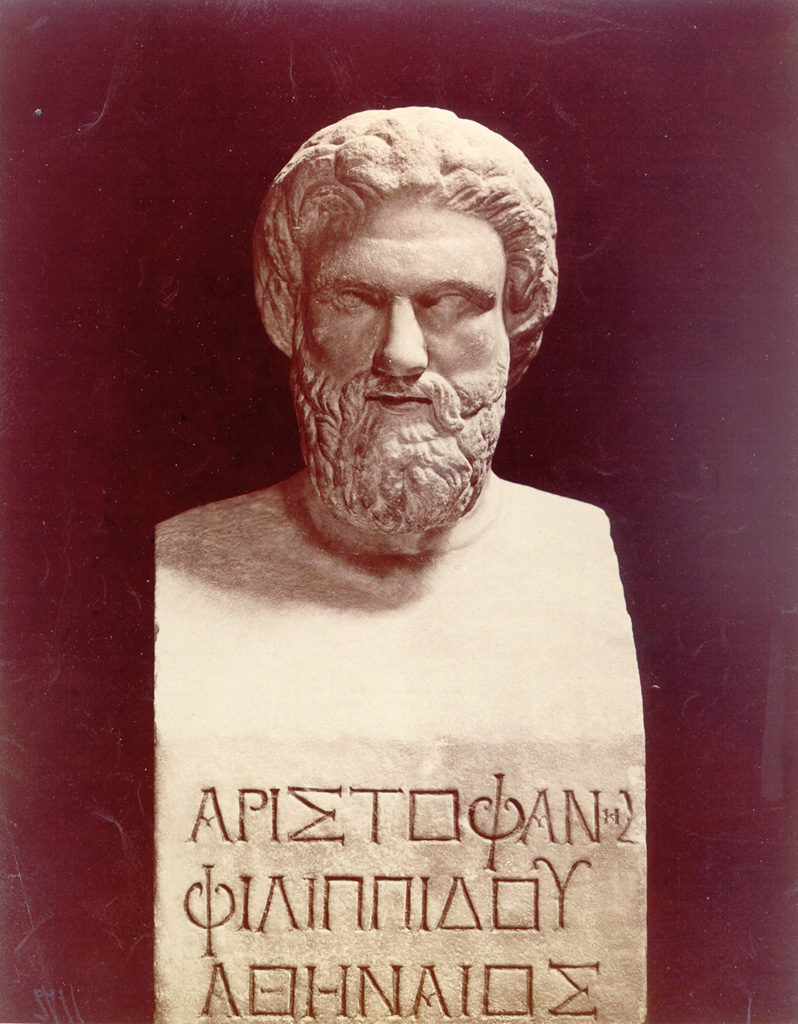
Aristofane in un busto agli Uffizi

Il più importante lavoro di traduzione del Bagnolo fu la sua versione delle commedie di Aristofane data alle stampe a Torino nel 1850 per i tipi di Marzorati. Essa è nota agli studiosi per essere la prima edizione italiana in versi delle undici commedie a noi note dell'ateniese. Fu inoltre la prima edizione completa moderna: dopo una prima edizione italiana dei fratelli Bartolomeo e Pietro Rositini del 1545, in prosa, il clima rigido della Controriforma aveva limitato la fortuna letteraria di Aristofane per via della sua scurrilità. La versione del 1545, tra l'altro, era la mediocre traduzione di una traduzione, in quanto i Rositini, digiuni di greco, si erano avvalsi dell'edizione in latino di Andrea Divo del 1538. Intorno alla metà del 'Settecento erano state pubblicate varie traduzioni di singole commedie come Le nuvole e il Pluto, ma l'opera più completa era stata una versione di quattro commedie (Lisistrata, Ecclesiazuse, Tesmoforiazuse e Le rane rimasta incompleta) ad opera di Monsignor Michel'Angelo Giacomelli, tutt'oggi inedita. Infine, Vittorio Alfieri aveva dato una sua versione delle sole Rane.
L'opera di Coriolano di Bagnolo uscì nel 1850 in due volumi, il primo contenente Gli Acarnesi, I cavalieri, Le nuvole, Le vespe e La pace e il secondo Gli uccelli, Le tesmoforieggianti (Tesmoforiazuse), Lisistrata, Le rane, Le arringatrici (Ecclesiazuse) e il Pluto. Il più grande limite di questa prima traduzione completa in versi fu l'intenzione del conte, da lui stesso resa nota nella prefazione, di eliminare le oscenità per adattare le commedie alla sensibilità dell'epoca. Inoltre, la resa stilistica si orientò verso toni aulici non pensati per una rappresentazione, quanto per la sola pubblicazione. Nonostante ciò, permane il grande merito del Bagnolo di "fare dono d'una veste italiana" ad Aristofane, riportandolo all'attenzione dei letterati dell'epoca. Prova ne è la pubblicazione, solo un paio di anni dopo e nella stessa città, di una nuova edizione completa in due volumi ad opera di Domenico Capellina, mista di prosa e versi.

#### Libro della orazione domenicale
L'ultima opera del conte di Bagnolo fu una traduzione del De Dominica oratione di san Cipriano, pubblicata da Paravia nel 1855-56 nella collana "Letture cattoliche" curata da Don Bosco. La traduzione ebbe una certa fortuna in ambito religioso e fu riedita nel 1887 dalla Tipografia e Libreria Salesiana.

#### Il carme orfico delle gemme
Traduzione del poemetto in esametri Lithikà, sulle proprietà magiche delle pietre, dal corpus del leggendario Orfeo. Edizione postuma stampata in occasione delle nozze di una nipote dell’Autore.

### Poesie

#### I Sacramenti
(Lodovico Sauli d'Igliano, Gazzetta Piemontese, n. 161, 3 luglio 1855)

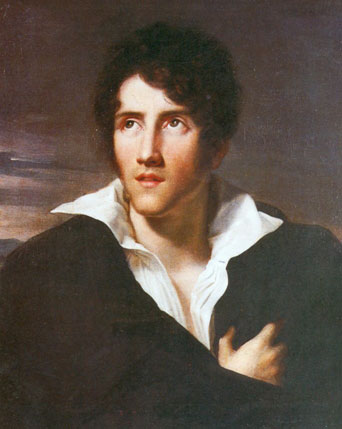
Alessandro Manzoni

L'opera è inseribile nel vasto filone d'imitazioni che seguì la pubblicazione degli Inni Sacri di Alessandro Manzoni. Da critici coevi, tuttavia, fu riconosciuta come il miglior esito all'interno di questo filone, non privo di pregi originali. I Sacramenti si strutturano in sette inni in ottave di settenari e ottonari sdruccioli con chiusura in senari e rime in schema ABCBDDEF; ogni inno tratta di uno dei sette Sacramenti della Chiesa Cattolica. Sia in struttura metrica che nel registro linguistico risentono fortemente dell'esempio del Manzoni, ed è questa la maggiore tara dell'opera: nessun critico dell'epoca tralasciò di sottolineare ciò. Non mancarono tuttavia recensioni positive. Michele Ponza, pur evidenziando il carattere imitatorio dell'opera, sullo "Annotatore Piemontese" espresse in termini positivi il suo giudizio: 
Felice Romani, invece, nei "Saggi di Letteratura Italiana e Straniera" chiosò:
Angelo Brofferio ne "Il Messaggiere Torinese" ne emise invece una critica più severa, con lieve tocco sarcastico:

#### Componimenti d'occasione
Come molti altri poeti dell'epoca, il Bagnolo si dedicò anche alla stesura di poesie encomiastiche o d'occasione destinate alla pubblica lettura. Tra queste se ne ricordano tredici edite, tra cui:
- In morte del cavaliere Carlo Boucheron: canzone scritta in onore del maestro e amico Carlo Boucheron in occasione della sua morte e dunque di poco successiva al 16 marzo 1838. Nel testo il Bagnolo commemora la fulgida carriera del defunto maestro citando i suoi studi e le sue opere e conclude esprimendo il timore di impegnarsi in nuove fatiche letterarie ora che è privo della sua guida.
- Canzone per la giostra: componimento encomiastico scritto in occasione del torneo svoltosi a Torino il 22 aprile del 1842 nell'ambito dei festeggiamenti per il matrimonio tra Vittorio Emanuele di Savoia e sua moglie Maria Adelaide d'Asburgo-Lorena.
- Ben d'armonia d'amor composta l'alma: si tratta di una canzone di gusto arcadico scritta in memoria dell'amica poetessa Diodata Saluzzo e inserita in una pubblicazione commemorativa di poco successiva alla morte dell'autrice.[49] Nel testo il Bagnolo descrive con accorata malinconia la tristezza del mondo poetico per la sua scomparsa e ne loda l'abilità letteraria e la forte religiosità. La canzone è composta di sei strofe di endecasillabi e settenari con schema AbAbCDdCEeFF e di una strofa di chiusura con schema AbabccDD.
- Canzone per l'ingresso del Vescovo di Saluzzo: si ha notizia[50] di un componimento scritto in onore del Vescovo di Saluzzo Giovanni Antonio Gianotti in occasione del suo ingresso in città. Monsignor Gianotti prese possesso della diocesi il 19 maggio 1837 e la poesia va fatta risalire dunque a quel periodo; essa fu edita in una raccolta celebrativa.
- Minervina: canzone composta per la seconda gravidanza della figlia Minervina, contessa Ponza di San Martino. In essa il poeta ricorda con dolci parole la morte della prima nipote e vede nel nascituro il conforto mandato dal Cielo. La canzone è composta di 15 strofe con schema ABcABdEE più un congedo aBBA. Nel congedo l'Autore ci informa che il nascituro porterà il suo nome[51], e così fu: il 9 ottobre del 1842 nacque Coriolano Ponza di San Martino. La canzone fu pubblicata presso la Tipografia Fratelli Castellazzo nello stesso anno; l'edizione fu probabilmente destinata a un ambito familiare.
- Canzone alla figlia Ottavia: poesia composta in occasione della seconda gravidanza della figlia minore Ottavia, marchesa Ferrero d'Ormea. In essa il poeta lascia alla figlia degli insegnamenti da comunicare al nipote: in primis i valori della Fede e della Patria ("Sappia ch'italo nacque, / e che non sempre giacque / la bella Donna colle membra sparte"[52]); in secundis, di dedicarsi nella vita a qualche occupazione quali la politica, la carriera militare, la poesia, la filosofia o la legge in base alle sue tendenze naturali; infine, di non sentirsi schiacciato dal peso delle glorie degli antenati (in particolare si riferisce al grande statista suo quadrisavolo) e di scegliere la sua strada liberamente.

### Altri scritti

#### Elogio storico di Diodata Saluzzo
Nel 1843 il Bagnolo curò l'edizione postuma delle poesie dell'amica e ne scrisse la lunga biografia in prefazione, intitolata Elogio storico di Diodata Saluzzo. L'edizione da lui curata si articola in tre parti: l'Elogio storico, di 55 pagine, le poesie della Saluzzo, divise a loro volta in Sonetti e Odi, e una terza parte, la più ampia, dedicata ai carteggi dell'autrice con i più importanti letterati del tempo tra cui: Cesarotti, Parini, Foscolo, Belli, Tommaso di Caluso, Pindemonte, Monti, di Breme, Madame de Stael, Byron, De Maistre, Lamartine, Giordani, Manzoni e molti altri.

## Rapporto con Diodata Saluzzo

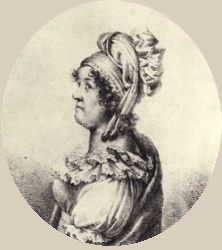
Diodata Saluzzo ritratta dalla moglie di Coriolano, Barbara Capris di Cigliè

Coriolano di Bagnolo fu in vita grande amico della poetessa Diodata Saluzzo Roero di Revello. Anche lei era stata allieva di Tommaso di Caluso e, nonostante fosse di ben 15 anni più grande dell'amico, instaurò con lui un rapporto molto stretto. Dalle lettere traspare una forte malinconia per il desiderio irrealizzato di maternità, che la portò ad affezionarsi ai figli del Bagnolo come se fossero stati i suoi. In particolare, nomina in continuazione con affetto Olderico, il figlio maschio del conte. Ogni anno, quando la salute glielo permetteva, andava a Bagnolo a passare parte della villeggiatura con la famiglia Malingri, che frequentava durante l'inverno anche in città; inoltre, per un breve periodo durante uno dei numerosi traslochi, la Saluzzo rimase ospite nel palazzo di Torino di Coriolano.
Il carteggio della Saluzzo con l'amico, in mezzo ai rapporti epistolari che la poetessa intratteneva con numerosi letterati dell'epoca, è particolarmente interessante per la sua dimensione privata che favorisce la comprensione dell'animo di Diodata. Dal carteggio traspare la continua preoccupazione per faccende organizzative (camerieri e fittavoli di difficile gestione, traslochi frequenti, commissioni) ma soprattutto per la sua salute: in quasi nessuna delle lettere pubblicate la poetessa, tormentata in vecchiaia da innumerevoli problemi fisici, manca di lamentarsi delle sue condizioni; alcune si trasformano in veri e propri bollettini medici. Esprime una fiducia cieca e totale nei confronti di alcuni medici (Scarpa, Rossi, Tarella) e delle cure che loro le prescrivono. Si ricavano informazioni sulla vita quotidiana della Saluzzo: passava, negli ultimi anni, gran parte del suo tempo al buio per via di una malattia agli occhi e spesso dettava le lettere alla cameriera Marta. Frequentava l'alta società torinese e aveva stretti contatti con tutto il mondo della cultura, sia letteraria (scrittori, critici, editori) che scientifica (suo padre, Giuseppe Angelo Saluzzo di Monesiglio, era stato insieme con Lagrange e Cigna il fondatore della Accademia Reale delle Scienze, di cui lei stessa era membro). Nonostante questo intenso giro di frequentazioni, dalle lettere trapela un'intensa solitudine che portò la Saluzzo ad attaccarsi a poche persone, principalmente i suoi parenti (fratelli e cugini) e tutti i parenti di Coriolano (Diodata chiamava affettuosamente la moglie del poeta "Barberina" e quasi in nessuna lettera manca, in fondo, un saluto a Laura D'Oria, la "Signora Madre", e ai figli).
Il Bagnolo, alla morte della poetessa nel gennaio 1840, ne scrisse il necrologio e compose una canzone in onore dell'amica; l'anno successivo pubblicò un'elegia in occasione del primo anniversario della morte. Due anni dopo, coadiuvato dai fratelli di Diodata, curò l'edizione delle poesie postume e ne scrisse la prefazione.
Una parte del carteggio di Diodata con Coriolano è stata pubblicata nel volume Il Romanticismo in Piemonte: Diodata Saluzzo.

## Elenco delle opere edite[66]
- Teatro tragico di Coriolano di Bagnolo, Traduzione di opere di Pierre Corneille, Torino, Gaetano Balbino, 1830.[67]
- Gismonda: tragedia del conte Coriolano di Bagnolo, Torino, eredi Botta, 1832.
- Maria di Sassonia: tragedia, Torino, Gaetano Balbino, 1833.
- La Carità, Torino, Giuseppe Fodratti, 1833.
- I Maccabei: tragedia, Torino, Giuseppe Pomba, 1834.[68]
- Il ratto d'Elena: canto epico di Coluto Tebano da Licopoli e I versi d'oro di Pitagora, Torino, Giuseppe Pomba, 1835.
- Delle Argonautiche di Apollonio Rodio, Torino, Giuseppe Pomba, 1836.
- I Sacramenti: inni, Torino, Chirio e Mina, 1837.
- Canzone per l'ingresso di Sua Eccellenza il Vescovo Giovanni Antonio Gianotti in Saluzzo, edito in una raccolta celebrativa, 1837.[69]
- In morte del Cavaliere Carlo Boucheron: canzone, Torino, Chirio e Mina, 1838.[70]
- Romanze popolari dei greci moderni, Torino, Chirio e Mina, 1839.[71]
- Necrologia, in “Gazzetta Piemontese” di Torino, n. 23 del 29 gennaio 1840, pp. 1–3.[72]
- Ben d’armonia d’amor composta l’alma, in AA. VV., Alla memoria della marchesa Diodata Saluzzo, a cura di Enrica Dionigi Orfei, Roma, Tipografia Salviucci, 1840, pp. 69–72[73].
- Elegia nel giorno anniversario della morte di Diodata Saluzzo contessa Roero di Revello, con un sonetto, Torino, Chirio e Mina, 1841.
- Canzone per la giostra corsa in Torino a celebrare l’augusto matrimonio di S.A.R. Vittorio Emanuele duca di Savoia e di S.A.I.E.R. Maria Adelaide arciduchessa d’Austria, Torino, Chirio e Mina, 1842.[74]
- La Santa Sindone pubblicamente esposta nelle Auguste Nozze di S.A.R. Vittorio Emanuele Duca di Savoia con S.A.I.E.R. Maria Adelaide Arciduchessa d’Austria, Torino, Chirio e Mina, 1842.
- Minervina: canzone, Torino, Fratelli Castellazzo, 1842.
- Elogio storico di Diodata Saluzzo, in Poesie Postume di Diodata Saluzzo, a cura di Coriolano Malingri di Bagnolo, Torino, Chirio e Mina, 1843, pp. 5–60.[75]
- Pel fausto nascimento di S. A. R. il Principe di Piemonte, Torino, Chirio e Mina, 1844.
- Consolazione ad Eufrasia Solaro contessa Valperga di Masino, Torino, Chirio e Mina, 1845.
- In morte di S. M. Carlo Alberto Re di Sardegna, Torino, Marzorati, 1849.
- I falsi liberali-Maledizioni, Torino, Marzorati, 1849.
- Ottavia: canzone, Torino, Chirio e Mina, 1850.
- Commedie di Aristofane, Torino, G. Marzorati, 1850.[76]
- Libro della orazione domenicale scritto da san Cipriano nell'anno 252, Torino, Paravia e C., 1855-1856.
- Il carme orfico delle gemme, pubblicazione postuma, Torino, V. Bona, 1878.
- Sonetto sul primo ponte in filo-ferro fatto costruire dal sig. Notaio Vitale Prié a S. Giorgio Canavese, in "Studi Piemontesi", XLIX, 1 (2020), p. 5.

## Ascendenza
|                                      |                                   |                                                | Genitori                                           |  |  | Nonni |  |  | Bisnonni                              |  |  | Trisnonni                            |  |
|                                      |                                   |                                                |                                                    |  |  |       |  |  | Giovanni Battista Malingri di Bagnolo |  |  | Guglielmo Amedeo Malingri di Bagnolo |  |
|                                      |                                   |                                                |                                                    |  |  |       |  |  | Giovanni Battista Malingri di Bagnolo |  |  | Guglielmo Amedeo Malingri di Bagnolo |  |
|                                      |                                   | Bona Luserna Rorengo di Rorà                   |                                                    |  |  |       |  |  | Giovanni Battista Malingri di Bagnolo |  |  |                                      |  |
| Guglielmo Amedeo Malingri di Bagnolo |                                   |                                                |                                                    |  |  |       |  |  | Giovanni Battista Malingri di Bagnolo |  |  |                                      |  |
|                                      |                                   | Francesca Alessandra Marchisio di Salbertrand  | Michele Girolamo Marchisio di Salbertrand          |  |  |       |  |  |                                       |  |  |                                      |  |
|                                      |                                   | Francesca Alessandra Marchisio di Salbertrand  | Michele Girolamo Marchisio di Salbertrand          |  |  |       |  |  |                                       |  |  |                                      |  |
|                                      |                                   | Francesca Alessandra Marchisio di Salbertrand  | Elisabetta Olivier                                 |  |  |       |  |  |                                       |  |  |                                      |  |
| Luigi Malingri di Bagnolo            |                                   | Francesca Alessandra Marchisio di Salbertrand  |                                                    |  |  |       |  |  |                                       |  |  |                                      |  |
|                                      |                                   | Carlo Luigi Federico Alfieri di Magliano       | Giuseppe Catalano Alfieri di Magliano              |  |  |       |  |  |                                       |  |  |                                      |  |
|                                      |                                   | Carlo Luigi Federico Alfieri di Magliano       | Giuseppe Catalano Alfieri di Magliano              |  |  |       |  |  |                                       |  |  |                                      |  |
|                                      |                                   | Carlo Luigi Federico Alfieri di Magliano       | Maria Maddalena Del Carretto di Bagnasco           |  |  |       |  |  |                                       |  |  |                                      |  |
| Eleonora Alfieri di Magliano         |                                   | Carlo Luigi Federico Alfieri di Magliano       |                                                    |  |  |       |  |  |                                       |  |  |                                      |  |
|                                      |                                   | Maria Clara Violante Della Rovere di Montabone | Lodovico Francesco Maria Della Rovere di Montabone |  |  |       |  |  |                                       |  |  |                                      |  |
|                                      |                                   | Maria Clara Violante Della Rovere di Montabone | Lodovico Francesco Maria Della Rovere di Montabone |  |  |       |  |  |                                       |  |  |                                      |  |
|                                      |                                   | Maria Clara Violante Della Rovere di Montabone | Aurelia Ardizzone di Bozzole                       |  |  |       |  |  |                                       |  |  |                                      |  |
| Coriolano Malingri di Bagnolo        |                                   | Maria Clara Violante Della Rovere di Montabone |                                                    |  |  |       |  |  |                                       |  |  |                                      |  |
|                                      | Giovanni Girolamo D'Oria di Ciriè | Giovanni Battista D'Oria di Ciriè              |                                                    |  |  |       |  |  |                                       |  |  |                                      |  |
|                                      | Giovanni Girolamo D'Oria di Ciriè | Giovanni Battista D'Oria di Ciriè              |                                                    |  |  |       |  |  |                                       |  |  |                                      |  |
|                                      | Giovanni Girolamo D'Oria di Ciriè | Cristina Margherita D'Este di Dronero          |                                                    |  |  |       |  |  |                                       |  |  |                                      |  |
| Alessandro Eleazaro D'Oria di Ciriè  | Giovanni Girolamo D'Oria di Ciriè |                                                |                                                    |  |  |       |  |  |                                       |  |  |                                      |  |
|                                      |                                   | Camilla Maria Provana di Frossasco             | Francesco II Provana di Frossasco                  |  |  |       |  |  |                                       |  |  |                                      |  |
|                                      |                                   | Camilla Maria Provana di Frossasco             | Francesco II Provana di Frossasco                  |  |  |       |  |  |                                       |  |  |                                      |  |
|                                      |                                   | Camilla Maria Provana di Frossasco             | Costanza Violante Isnardi de Castello              |  |  |       |  |  |                                       |  |  |                                      |  |
| Laura D'Oria di Ciriè                |                                   | Camilla Maria Provana di Frossasco             |                                                    |  |  |       |  |  |                                       |  |  |                                      |  |
|                                      |                                   | Giuseppe Maria Damiano Del Carretto            | Antonio Damiano di Priocca                         |  |  |       |  |  |                                       |  |  |                                      |  |
|                                      |                                   | Giuseppe Maria Damiano Del Carretto            | Antonio Damiano di Priocca                         |  |  |       |  |  |                                       |  |  |                                      |  |
|                                      |                                   | Giuseppe Maria Damiano Del Carretto            | Paola Maddalena Del Carretto di Bagnasco           |  |  |       |  |  |                                       |  |  |                                      |  |
| Cristina Damiano Del Carretto        |                                   | Giuseppe Maria Damiano Del Carretto            |                                                    |  |  |       |  |  |                                       |  |  |                                      |  |
|                                      |                                   | Costanza Eleonora Ferrero Fieschi di Masserano | Vittorio Amedeo Ferrero Fieschi di Masserano       |  |  |       |  |  |                                       |  |  |                                      |  |
|                                      |                                   | Costanza Eleonora Ferrero Fieschi di Masserano | Vittorio Amedeo Ferrero Fieschi di Masserano       |  |  |       |  |  |                                       |  |  |                                      |  |
|                                      |                                   | Costanza Eleonora Ferrero Fieschi di Masserano | Giovanna Irene Caracciolo di Santobuono            |  |  |       |  |  |                                       |  |  |                                      |  |
|                                      |                                   | Costanza Eleonora Ferrero Fieschi di Masserano |                                                    |  |  |       |  |  |                                       |  |  |                                      |  |

## Matrimonio e discendenza
Dal matrimonio con Barbara Capris di Cigliè nacquero:
- Luisa Laura Minervina, sposata al conte Gustavo Ponza di San Martino[78]
- Giovanni Battista Antonio Olderico, conte di Bagnolo, sposato con Ottavia Avogadro di Collobiano, figlia del senatore Filiberto[79]
- Maria Ottavia, sposata al marchese Tancredi Ferrero d'Ormea